# Castelo de Virneburg

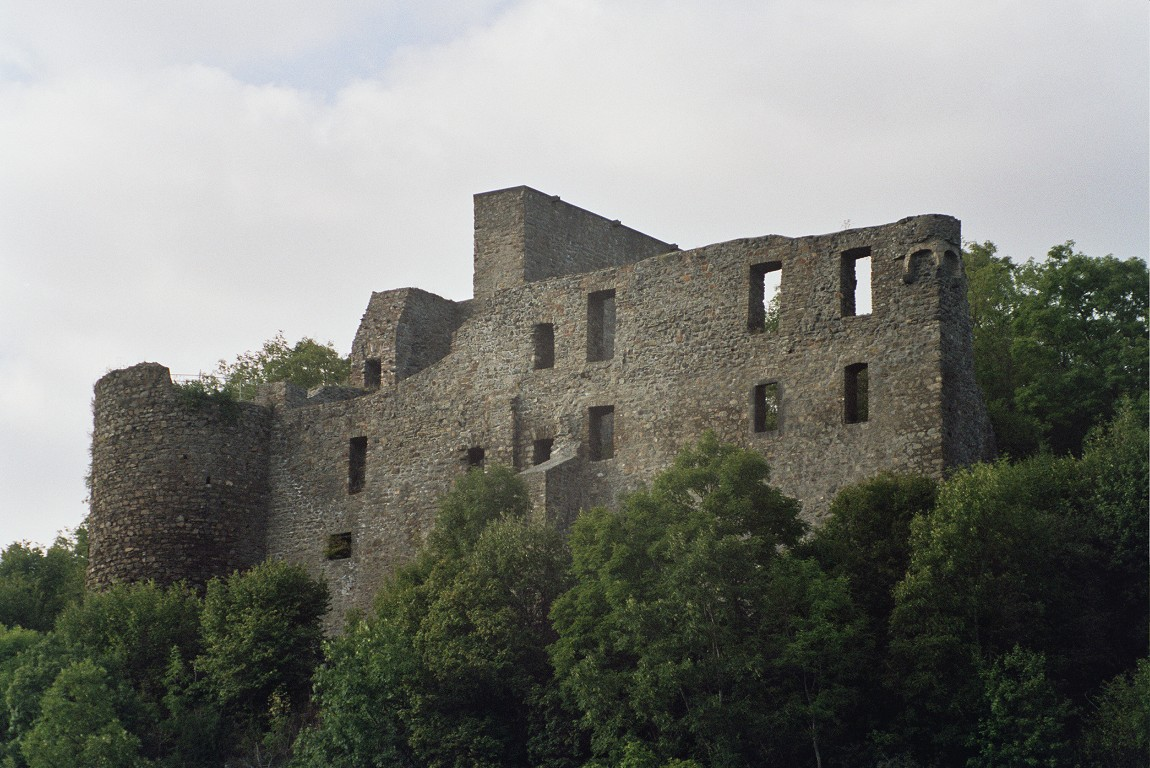
Aspecto actual das ruínas do Castelo de Virneburg.

O Castelo de Virneburg é um castelo alemão, cujas ruínas se localizam no alto duma colina sobre a povoação de Virneburg, no distrito de Mayen-Koblenz, Estado da Renânia-Palatinado.

## História

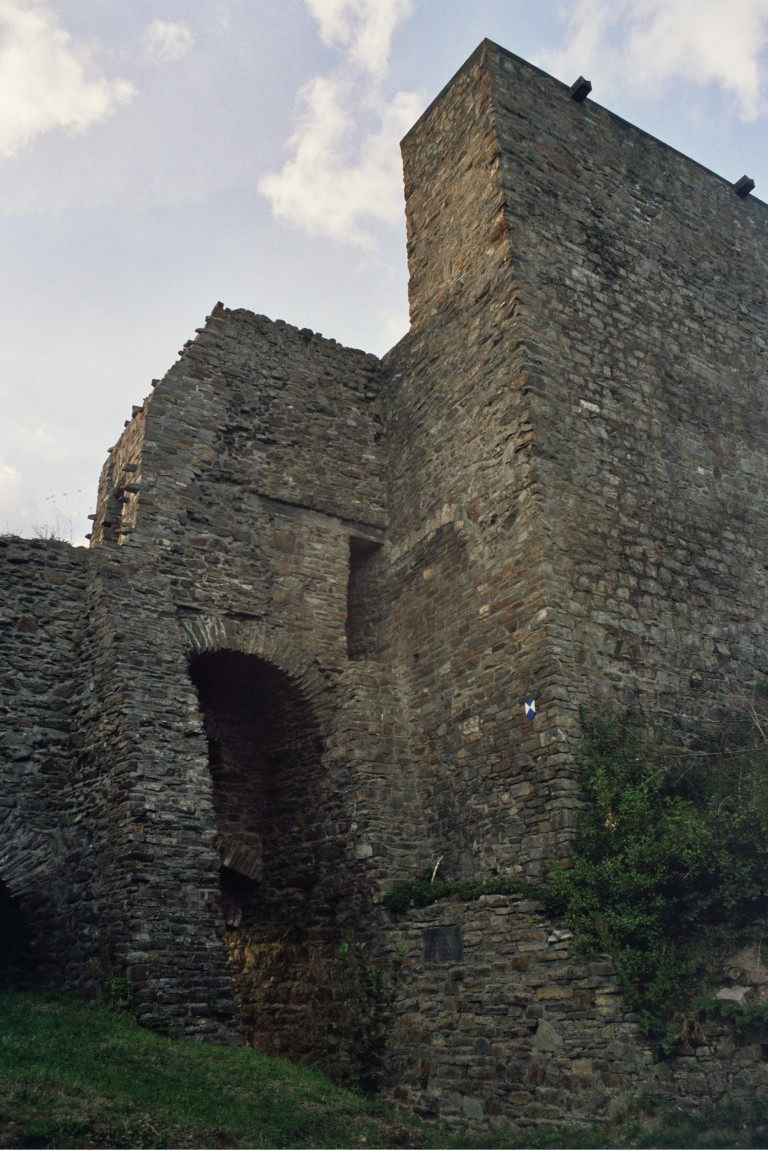
Vista parcial da muralha do Castelo de Virneburg.

O castelo foi construído, como um feudo do conde palatino, provavelmente na segunda metade do século XI, para controlar a estrada de Mayen sobre Adenau para Aachen. A primeira referência ao castelo é encontrada num documento datado de 1192, no qual os irmãos Gottfried e Friedrich von Virneburg aceitavam o seu castelo "Vernenburg", juntamente com o condado e todos os acessórios, como feudo do Arcebispo de Trier João I.
Os Senhores de Virneburg, mais tarde elevados à categoria de condes, foram mencionados pela primeira vez em 1042, com "Bernhardus de Virneburch", numa acta do arcebispo de Trier Poppo. Naquela época, a suserania tinha passado para os Condes de Sayn. No entanto, em 1358, Johann von Sayn devolveu o feudo ao Palatinado, com excepção do castelo, que ainda era tido em 1506 como um feudo masculino dos Condes de Sayn, embora já não fosse reconhecida a suserania dos Condes de Virneburg.
Em 1339, o Conde Ruprecht von Virneburg deu, contra perdão duma dívida, uma parte do castelo como feudo ao Arcebispo de Trier, sendo o momento de construção da chamada "hoechste thurn" ("torre maior"), provavelmente a torre de menagem.
Em 1414, os Condes de Virneburg tiveram que entregar o resto do castelo ao Arcebispo Werner von Falkenstein, para quem o condado sempre tinha sido um espinho cravado no olho. Os Virneburg só tiveram o seu castelo livre da penhora de Trierer alguns anos depois. Com a morte do Conde Kunos von Virneburg, ocorrida em 1545, extinguiu-se a linhagem dos Virneburg.
O castelo foi herdado pelos Condes de Mark-Arenberg, passando mais tarde castelo e condado para o domínio dos Condes de Manderscheid-Blankenheim. Pouco depois, Trier recuperou-o como feudo desocupado mas, em 1549, os Condes de Manderscheid-Schleiden oposeram-se e retomaram os seus direitos feudais.
Em 1600, a posse passou para o Condado de Löwenstein-Wertheim. Um inventário produzido nesta época mencionava doze salas. A torre de menagem foi reconstruída e recebeu um novo adarve em 1623, embora, já em 1663, o castelo era descrito como estando muito degradado, especialmente "no lado perto dos altos muros e poços". A recuperação foi sendo adiada e, em 1665, as paredes dianteiras e do pátio superior caíram completamente. Em 1670, a debilitada torre de menagem foi demolida e erguida de novo no ano seguinte. As deterioradas muralhas de cintura foram reparadas e o palácio sofreu as obras necessárias.
O castelo foi demolido em 1689, aquando das invasões francesas à região de Eifel, a torre foi completamente destruída, o edifício residencial ficou em chamas e a muralha de cintura foi arrasada.
Desde 1912, o complexo é propriedade da Associação Renana para a Conservação do Património e Protecção da Paisagem (Rheinische Verein für Denkmalpflege und Landschaftsschutz).

## Descrição

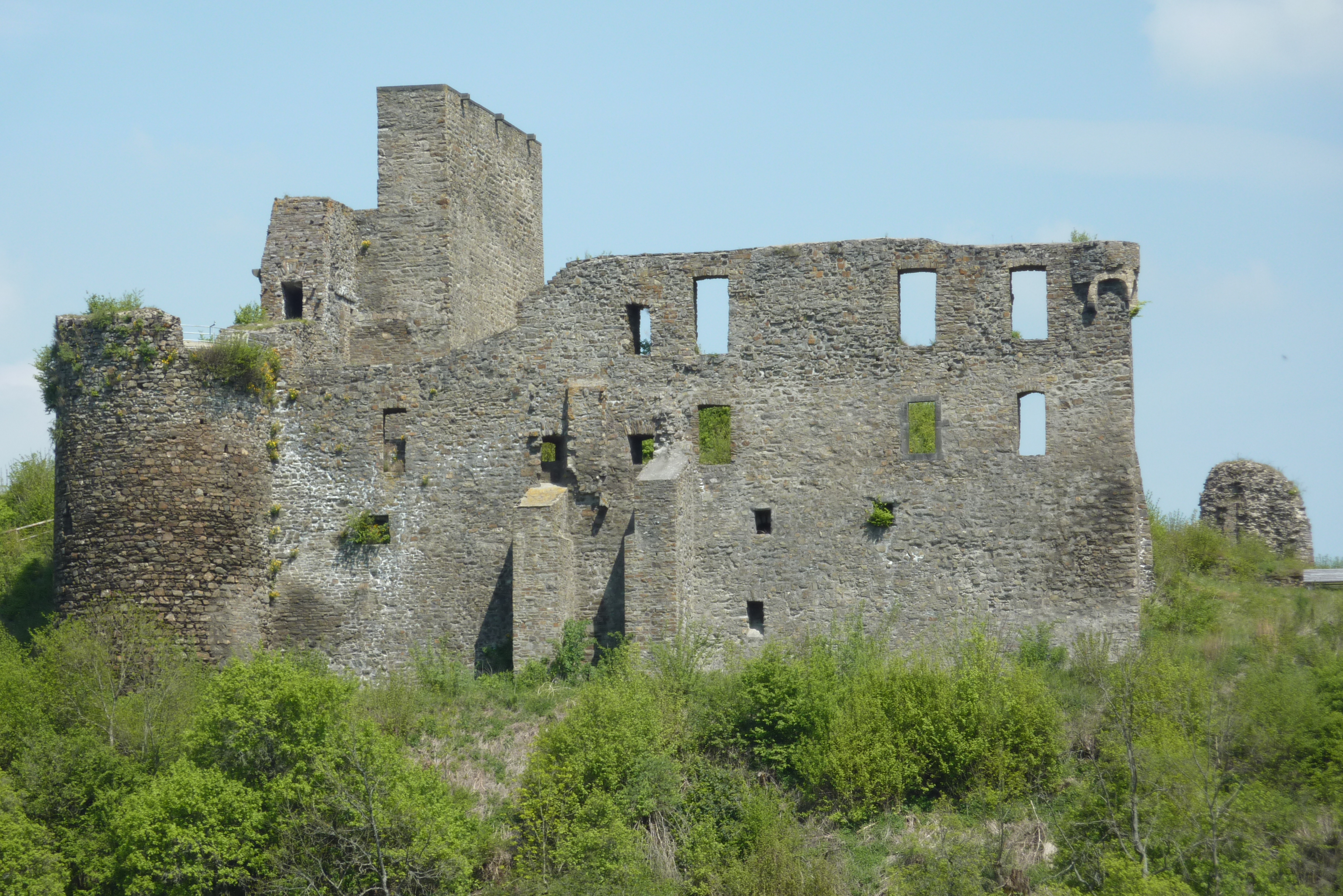
Vista exterior do Castelo de Virneburg, com as ruínas do antigo palácio em primeiro plano à direita.

As ruínas do castelo estão num dos três lados do cume cercado de ardósia do Nitzbach, com uma subida íngreme que atinge os oitenta metros de altura e o seu contorno elíptico que dá forma à planta da estrutura.
O incipiente caminho termina no canto sudeste do monte do castelo, depois de cerca de cinco minutos de subida, no terreno do antigo zwinger sudeste, o qual estava reforçado no canto sul com uma torre redonda. As paredes do zwinger foram arrasadas, mas o terreno ainda deixa adivinhar o curso do muro.
Através dum portão situado na sequência do núcleo do castelo a oeste atinge-se o pátio do castelo, que antigamente era uma praça estreita densamente construída com edifícios.
A entrada principal original do castelo encontrava-se a oeste. Aqui, o castelo principal era precedido por um grande pátio dianteiro semicircular, acessível por uma portaria e reforçado com uma torre redonda no muro zwinger sul. Ao longo do muro zwinger sul fica o caminho para o sobrevivente portão do castelo principal, o qual se mantinha controlado por uma poderosa torre de menagem actualmente desaparecida. Fora do portão já não é visível a ponte de arco quebrado sobre o fosso, cuja metade do lado do portão era constituida por uma ponte levadiça hoje desaparecida.
Como o virneburguense Löwenburg acima de Monreal, ainda se mantém preservada uma grande parte da torre de menagem - com cerca de três metros de espessura e dezoito de altura - na poderosa muralha erguida com uma técnica de construção cuidada, coroada por uma ameia, sendo o muro provavelmente continuado na parte norte. Nesta construção cimeira do conjunto foi adicionada posteriormente a chamada portaria, de dois andares, e outros edifícios do núcleo do castelo.
Logo junto ao portão do castelo, ergue-se na esquina da muralha uma torre redonda com interior quadrado, a qual ainda atinge uma altura de quinze metros. Junto a ela fica a saída do edifício residencial, que sobressai a partir duma pequena torre quadrade de três metros de largura. O palácio propriamente dito tem dois andares, tendo recebido a sua forma até ao século XVI. A base do edifício foi onde a velha alvenaria exterior resistiu melhor, conservando-se ainda duas janelas rectangulares. A divisão do piso ainda é evidente nos contrafortes de basalto que se conservando de pé no início da parede exterior leste do palácio. Esta continua para norte e forma a parede exterior de outro edifício.